# ウィリアム・フィッツオズバーン (初代ヘレフォード伯)
ウィリアム・フィッツオズバーン（William FitzOsbern, 1011年ごろ - 1071年2月22日）は、イングランド王ウィリアム1世（ノルマンディー公ギヨーム2世）の親戚、側近であり、初期ノルマン朝イングランドの有力貴族の一人。1067年にヘレフォード伯に叙せられ、イングランド貴族の最初の爵位の一つとなった。1066年のヘイスティングズの戦いにおいてウィリアム1世とともに戦った人物の一人として知られている。ワイト島のカリスブルック城に居を構えたが、カリスブルック城はイングランドにウィリアムが建てた多くの城の一つである。

## 出自
ウィリアムは、ノルマンディー公リシャール1世の妃グンノールの甥オズバーン・ド・クレポンの息子である。オズバーンは従兄弟のノルマンディー公ロベール1世の執事であった。ロベール1世が公領を幼い息子ギヨーム2世に残したとき、オズバーンはギヨーム2世の後見人の一人となった。オズバーンは、ノルマンディー公リシャール1世の異父弟であるイヴリー伯ラウルの娘エマと結婚した。母エマを通じて、ウィリアムはパシーとブルトゥイユを含む、ノルマンディー中部の広大な領地を相続した。

## 1066年以前
ウィリアムは、おそらくはとこのノルマンディー公ギヨーム2世の宮廷で育てられ、父と同様にノルマンディー公の執事の一人となった。ウィリアムはおそらく1030年頃にアドリース・ド・トニーと結婚した。2人は一緒にリール修道院（ラ・ヴィエイユ・リール）を創設し、後にコルメイユ修道院を創設した。また、ウィリアムはサン・エヴルール修道院も創設した。
ウィリアムはイングランド侵攻を最も早く、最も熱心に主張した一人であり、伝説によれば、リールボンヌ会議で、ノルマンディー貴族らの間で懐疑的であった者たちに、侵攻の実現可能性を納得させた。ウィリアムの弟オズバーン・フィッツオズベルンはエドワード懺悔王の従軍神父の一人で、バイユーのタペストリーの最初の場面でハロルド王が訪れたサセックスのボシャムの裕福な教会を所有しており、イングランドの状況に関する情報を伝えるのに絶好の立場にあった。弟オズバーンは後にエクセター司教となった。

## 1066年以降
ギヨーム2世がイングランド王ウィリアム1世となった後、ウィリアムはヘレフォード伯となり、グロスターシャー、ヘレフォードシャー、オックスフォードシャー、ワイト島に広大な領地を所有し、バークシャー、ドーセット、ウィルトシャー、ウスターシャーの小規模な地域も統治した。1067年の夏、ウィリアム1世はノルマンディーに戻り、異母弟のバイユー司教オドとヘレフォード伯ウィリアムに不在中のイングランドの統治を託した。ウィリアム1世は1068年にイングランドに戻り、ヘレフォード伯ウィリアムは南西イングランドの征服に同行した。ウィリアムは1068年5月に国王ウィリアム1世の聖霊降臨祭の宮廷に出席し、その後ノルマンディーを訪れたが、そこで数か月病に伏した。
1069年2月あるいは3月に、ウィリアムは国王ウィリアム1世からヨークの治安を監督するよう依頼され、 ギルバート・ド・ガントが新しい城の城主となったが、ウィリアムは1069年4月の国王の復活祭の宮廷に出席するために南に戻り、その後ヨークに戻った。
「向こう見ずのエドリック（en:Eadric the Wild）」は、数名のウェールズ王 (最近までアングロ・サクソン王の同盟者であった) の支援を得て、ウェスト・ミッドランズでアングロ・サクソン人に対する抵抗運動を開始した。1069年に反乱は鎮圧され、詳細は不明であるがウィリアムがこれに大きく貢献した可能性が高い。この間、ウィリアムとその追随者たちはウェールズへと西進し、こうしてウェールズのグウェント王国に対するノルマン人の征服が始まった。

### 城の建設

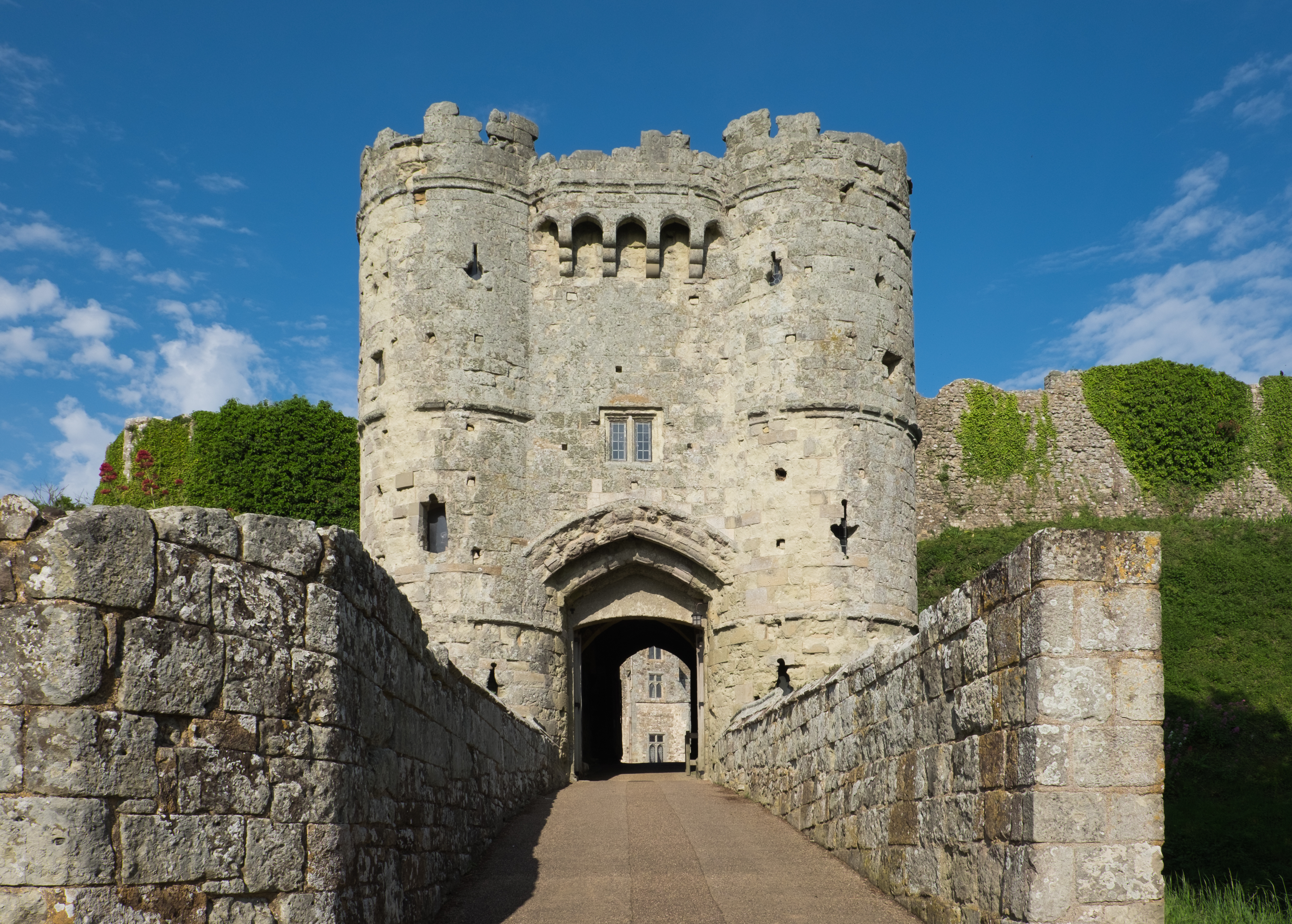
カリスブルック城の守衛詰所

イングランドとウェールズに対するノルマン人の支配の一環として、ヘレフォード伯ウィリアムは主要なノルマン人の城の建設者の一人となった。ウィリアムが建設したとされる初期の城には、ワイト島のカリスブルック城、南ウェールズのチェプストー城 (ストリギル)、ヘレフォードシャーのスノッドヒル城、ウィグモア城、クリフォード城、グロスターシャーのバークレー城、ウェールズのモンマス城などがある。ウィリアムはヘレフォードとシュルーズベリーの町の要塞も建設あるいは改築した。

### フランドルにおける混乱と死
1070年、フランドルで騒動が勃発した。ウィリアム1世の義兄フランドル伯ボードゥアン6世が亡くなり、領地と幼い息子たちが未亡人のエノー女伯リシルドに託された。しかし亡き夫の弟であるロベール1世がフランドルの支配権を主張した。リシルドは助けを求めて、ヘレフォード伯ウィリアムに結婚を申し出た。ウィリアムはノルマンディーに近いこの裕福な領地の伯爵にもなれるチャンスを逃すわけにはいかず、軍隊を率いて急いでそこへ向かった。しかし、1071年2月22日、カッセルの戦いでフランドル伯ロベール1世に敗れ、戦死した。

## 結婚と子女
ウィリアムは2度結婚した。最初にロジェ1世・ド・トニーの娘アドリース（アデライザ）と結婚し、4子をもうけた。
- ウィリアム・ド・ブルトゥイユ（英語版）（1103年没） - ノルマンディーの領地を継承。イヴリー卿アスラン・グエル・ド・パーシヴァル「ルプス」に捕らえられ、拷問を受けたが、最終的にイヴリー卿の娘イザベル・ド・ブルトゥイユと結婚した[5][6]。
- ロジャー・ド・ブルトゥイユ（1056年頃 - 1087年以降） - 第2代ヘレフォード伯、イングランドとウェールズの領地を継承。
- エマ・ド・ブルトゥイユ（英語版）（1059年頃 - 1096年以降） - 初代ノーフォーク伯ラルフ・ド・ゲール（英語版）と結婚
- アデラ - クロイ領主ジャンと結婚

カッセルの戦いの少し前の1070年にエノー女伯リシルドと結婚したとみられる。2人の間には1男が生まれたが、その息子はブルゴーニュ地方のサヴォワに連れて行かれた。
- ゴッドフリー・ド・クレポン